# Evangelium vitæ
Evangelium vitæ est une lettre encyclique de Jean-Paul II « sur la valeur et l'inviolabilité de la vie humaine », publiée le 25 mars 1995. Son titre signifie « l'Évangile de la Vie » ; il est formé des mots qui ouvrent le document dans sa version officielle, en latin.

## Contenu

### Motivation
L'encyclique s'ouvre par un rappel de ce qui fait « la valeur incomparable de la personne humaine » dans la perspective catholique :
« L'homme est appelé à une plénitude de vie qui va bien au-delà des dimensions de son existence sur terre, puisqu'elle est la participation à la vie même de Dieu.
La profondeur de cette vocation surnaturelle révèle la grandeur et le prix de la vie humaine, même dans sa phase temporelle. »
— EV,2
Les raisons de la rédaction de l'encyclique sont ensuite données : pour le pape Jean-Paul II, les nouvelles perspectives ouvertes par le progrès scientifique et technique font courir des risques accrus à la dignité de l'être humain et à sa vie. Il relève également que « de larges couches de l'opinion publique justifient certains crimes contre la vie au nom des droits de la liberté individuelle » et cherchent à faire évoluer les législations en conséquence.
Le pape trace ensuite un parallèle avec le contexte de l'encyclique Rerum novarum pour justifier l'urgence d'une prise de parole solennelle :
« Il y a aujourd'hui une multitude d'êtres humains faibles et sans défense qui sont bafoués dans leur droit fondamental à la vie, comme le sont, en particulier, les enfants encore à naître. Si l'Église, à la fin du siècle dernier, n'avait pas le droit de se taire face aux injustices qui existaient alors, elle peut encore moins se taire aujourd'hui, quand, aux injustices sociales du passé qui ne sont malheureusement pas encore surmontées, s'ajoutent en de si nombreuses parties du monde des injustices et des phénomènes d'oppression même plus graves, parfois présentés comme des éléments de progrès en vue de l'organisation d'un nouvel ordre mondial. »
— EV, 5

### Thèmes
Pour exposer les thèmes de l'encyclique, le pape se livre à une méditation préliminaire sur le meurtre d'Abel par son frère Caïn, auquel il confère une valeur paradigmatique :
« Le frère tue le frère. Comme dans le premier fratricide, dans tout homicide est violée la parenté « spirituelle » qui réunit les hommes en une seule grande famille, tous participant du même bien unique fondamental: une égale dignité personnelle. »
— EV,8

#### Légitime défense et peine de mort
Le pape souligne que la réponse aux agressions fait intervenir deux obligations qui peuvent se révéler contradictoires : le droit de protéger sa vie et le devoir de ne pas léser celle de l'autre.
Le pape rappelle que
« « la légitime défense peut être non seulement un droit, mais un grave devoir, pour celui qui est responsable de la vie d'autrui, du bien commun de la famille ou de la cité ». Il arrive malheureusement que la nécessité de mettre l'agresseur en condition de ne pas nuire comporte parfois sa suppression. Dans une telle hypothèse, l'issue mortelle doit être attribuée à l'agresseur lui-même qui s'y est exposé par son action, même dans le cas où il ne serait pas moralement responsable par défaut d'usage de sa raison.  »
— EV,55
C'est dans ce cadre que s'inscrit la position face à la peine de mort, qui doit être rejetée, sauf si cela se révèle absolument nécessaire à la défense de la société. Le pape relève qu'à l'heure actuelle de tels cas sont « assez rares, si ce n'est pratiquement inexistants ».

#### Avortement
Pour expliquer la condamnation radicale dont il fait l'objet, le pape rappelle que, pour l'Église, l'avortement est un meurtre délibéré et direct, particulièrement abominable parce que
« Celui qui est supprimé est un être humain qui commence à vivre, c'est-à-dire l'être qui est, dans l'absolu, le plus innocent qu'on puisse imaginer : jamais il ne pourrait être considéré comme un agresseur, encore moins un agresseur injuste ! Il est faible, sans défense, au point d'être privé même du plus infime moyen de défense, celui de la force implorante des gémissements et des pleurs du nouveau-né. »
— EV, 58
Le pape relève le rôle du père de l'enfant, de l'entourage de la mère, et des médecins, condamnant les pressions directes, mais aussi indirectes, telles que l'abandon de la mère face aux problèmes de la grossesse.
Le pape condamne surtout l'évolution de la perception de l'avortement dans les sociétés, relevant une crise très dangereuse du sens moral, et relève le rôle joué par les euphémismes linguistiques tels qu'« interruption de grossesse ». Ainsi l'avortement prend une dimension fortement sociale ; c'est une « blessure très grave portée à la société et à sa culture de la part de ceux qui devraient en être les constructeurs et les défenseurs ».
Relevant la constance de la condamnation de l'avortement dans la Tradition catholique et notamment chez ses prédécesseurs, le pape Jean-Paul II proclame solennellement :
« je déclare que l'avortement direct, c'est-à-dire voulu comme fin ou comme moyen, constitue toujours un désordre moral grave, en tant que meurtre délibéré d'un être humain innocent. »
— EV,62

#### Euthanasie
Un certain nombre de définitions sont données pour bien délimiter les différents types de pratiques médicales. L'encyclique rappelle fermement la condamnation de l'euthanasie proprement dite :
« l’euthanasie est donc un crime qu’aucune loi humaine ne peut prétendre légitimer. Des lois de cette nature, non seulement ne créent aucune obligation pour la conscience, mais elles entraînent une obligation grave et précise de s’y opposer par l’objection de conscience. »
— EV, 73
Pour traiter la question de l'acharnement thérapeutique, une distinction est tracée entre les soins normaux (comme l'alimentation) et les traitements médicaux. Il est permis de renoncer à ces derniers s'ils s'avèrent disproportionnés par rapport à l'amélioration attendue. Une telle attitude traduit « l'acceptation de la condition humaine devant la mort » et ne relève pas de l'euthanasie.
Par ailleurs, les soins palliatifs sont acceptés, il est notamment « licite de supprimer la douleur au moyen de narcotiques, même avec pour effet d'amoindrir la conscience et d'abréger la vie » (affirmation de Pie XII rappelée dans Evangelium Vitæ, 65).

### Culture de vie, culture de mort
L'originalité de l'encyclique réside dans le développement d'une thématique qui avait été esquissée lors du voyage du pape aux États-Unis en 1993 : celle de l'opposition, dans les sociétés actuelles, entre une « culture de vie » et une « culture de mort ».
Pour le pape, les différentes atteintes à la vie et à la dignité humaine traitées dans l'encyclique doivent être envisagées comme un ensemble cohérent. Plus qu'une simple perte de repères, elles manifestent l'existence
« [d']une réalité plus vaste, que l'on peut considérer comme une véritable structure de péché, caractérisée par la prépondérance d'une culture contraire à la solidarité, qui se présente dans de nombreux cas comme une réelle « culture de mort ». »
— EV,12
Cette culture de mort se manifeste selon Jean-Paul II, dans la promotion d'une « conception utilitariste de la société » qui débouche sur la « guerre des puissants contre les faibles ». Il en attribue l'origine, plutôt qu'à la montée de l'individualisme, à la perte du sens de Dieu dans les sociétés contemporaines sécularisées :
« Quand on recherche les racines les plus profondes du combat entre la « culture de vie » et la « culture de mort », on ne peut s'arrêter à la conception pervertie de la liberté que l'on vient d'évoquer. Il faut arriver au cœur du drame vécu par l'homme contemporain : l'éclipse du sens de Dieu et du sens de l'homme, caractéristique du contexte social et culturel dominé par le sécularisme qui, avec ses prolongements tentaculaires, va jusqu'à mettre parfois à l'épreuve les communautés chrétiennes elles-mêmes. Ceux qui se laissent gagner par la contagion de cet état d'esprit entrent facilement dans le tourbillon d'un terrible cercle vicieux : en perdant le sens de Dieu, on tend à perdre aussi le sens de l'homme, de sa dignité et de sa vie ; et, à son tour, la violation systématique de la loi morale, spécialement en matière grave de respect de la vie humaine et de sa dignité, produit une sorte d'obscurcissement progressif de la capacité de percevoir la présence vivifiante et salvatrice de Dieu. »
— EV,21

## Autorité de l'encyclique
À trois reprises, le pape se livre à une forme de condamnation solennelle, invoquant « l'autorité conférée par le Christ à Pierre et à ses successeurs », et précisant qu'il agit « en communion avec les évêques », qu'il avait préalablement consultés. Ces formules sont utilisées pour prononcer le rejet du meurtre (EV 57), de l'avortement direct (EV 61, 62) et de l'euthanasie (EV 65).
Pour la plupart des théologiens ayant commenté l'encyclique, ces affirmations sont des enseignements infaillibles du magistère de l'Église. Pour autant, ce n'est pas l'infaillibilité pontificale qui est en jeu, mais l'infaillibilité du magistère ordinaire et universel en matière de morale et de foi. Le pape se réfère en effet à la consultation (EV 5) qu'il a menée auprès des évêques du monde pour qu'ils participent à la mise en forme de l'encyclique et s'associent à ces trois affirmations solennelles.

## Réception de l'encyclique

### Contexte
Le pape Jean-Paul II a proposé dès le début du pontificat une réflexion globale sur la sexualité présentée dans un cycle de 129 conférences de 1979 à 1984. Ce corpus catéchétique, connu depuis sous le nom de « théologie du corps », insiste sur la nécessité pour l'homme de faire le don de lui-même à un autre et inscrit les relations amoureuses, y compris sexuelles, dans la dynamique de l'amour trinitaire.
Les questions morales soulevées par les nouvelles méthodes de procréation artificielle sont abordées dans l'instruction Donum Vitæ. Celle-ci rappelle, en 1987, que pour l'Église « l'être humain doit être respecté — comme une personne — dès le premier instant de son existence. » L'année précédant la publication de l'encyclique Evangelium vitæ, le pape institue une Académie pontificale pour la vie, dont le premier président sera le médecin et généticien Jérôme Lejeune. Sa mission est « d'étudier, d'informer et de former » au sujet des « principaux problèmes biomédicaux et juridiques relatifs à la promotion et à la défense de la vie ».

### Réactions
L'encyclique reçut un accueil enthousiaste de nombreux évêques et fidèles. Certaines personnalités et groupes catholiques firent entendre des critiques : ainsi l'évêque controversé Jacques Gaillot, récemment déchargé du diocèse d'Évreux, ou le théologien dissident Hans Küng qui qualifia Jean-Paul II de « dictateur spirituel ».
Dans le National Catholic Reporter (considéré habituellement comme un des périodiques catholiques américains les plus libéraux ou progressistes), un autre théologien dissident, Charles Curran, a un jugement globalement positif sur l'encyclique, même s'il la trouve trop tranchée sur certains points. Il relève notamment que « le pape se fait le porte-parole des faibles, des sans défense, des marginaux, des opprimés et des plus âgés et en appelle à la société civile pour qu'elle reconnaisse l'autonomie et la dignité de ces personnes » et trouve très positif que « l'encyclique aborde avec compassion la situation des femmes qui ont avorté et reconnaît les nombreux facteurs et influences qui atténuent la responsabilité d'une telle décision. Bien que ce qui est arrivé reste terriblement mauvais, la miséricorde divine est rendue possible par le sacrement de réconciliation. »
Plusieurs associations seront créées, à la suite de la publication de l'encyclique, pour promouvoir le « respect de la vie ». Ainsi, à l'occasion des Journées mondiales de la Jeunesse de Cologne en 2005, une trentaine de mouvements internationaux se sont regroupés pour fonder l'association Domus Vitæ visant à sensibiliser les jeunes à ces questions. La « fraternité de prière l'Évangile de la Vie » est fondée le 7 octobre 1995 par le père Hubert Lelièvre, alors aumônier de l'hôpital romain des malades du SIDA. Elle s'installa ensuite à Bollène, se plaçant dans la mouvance du diocèse d'Avignon.